# Klaus Wüsthoff

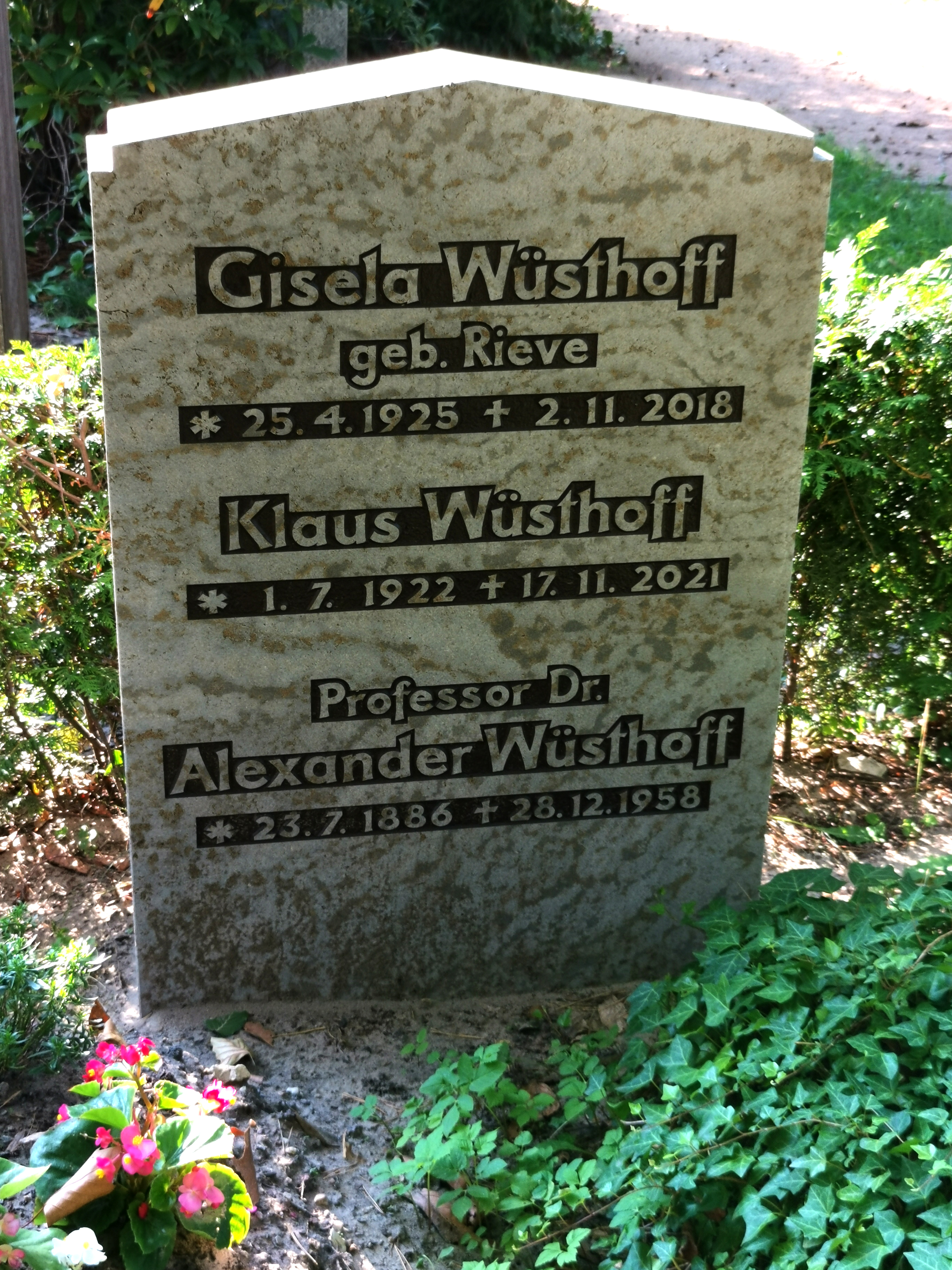
Grabstein Evangelischer Friedhof Berlin-Nikolassee

Klaus Wüsthoff (* 1. Juli 1922 in Berlin unter dem Namen Herzfeld; † 17. November 2021 ebenda) war ein deutscher Komponist.

## Leben
Klaus Wüsthoff war der Sohn eines musikinteressierten Rechtsanwaltes, der schon unter nationalsozialistischer Herrschaft 1938 den Familiennamen Herzfeld in Wüsthoff umwandeln konnte. Wüsthoff wurde mit 17 Jahren zum Reichsarbeitsdienst und dann zur Wehrmacht eingezogen. verbrachte vier Jahre in sowjetischer Kriegsgefangenschaft, in der ihn Hans Vogt (Komponist, 1911) in Kontrapunkt unterrichtete. Nach seiner Rückkehr aus der Gefangenschaft studierte er ab 1949 an der Hochschule für Musik Berlin, u. a. bei Boris Blacher und Schwarz-Schilling. 1953 bis 1959 war er Aufnahmeleiter und später Leiter der Tanzmusikabteilung im RIAS. Dort organisierte er die abteilungsübergreifende Sendereihe Kammermusik auf dem Jazzpodium, für die u. a. Wilhelm Killmayer und Werner Heider Auftragswerke schrieben. Nach zweijährigem Intermezzo als Hauskomponist an den staatlichen Schauspielbühnen Berlin – Schillertheater und Schloßparktheater – unter Boleslav Barlog wurde er freischaffender Komponist und Moderator eigener Bildungsprogramme in Rundfunk und Fernsehen.
Sein Werkkatalog umfasst zwei Opern, sieben Musicals, 35 Orchesterwerke und Solistenkonzerte, Chor- und Kammermusik; Blas-, Jazz-, Dokumentarfilm-, Schul- und Werbemusik, auch einige Werke für Zupforchester (u. a. Titelmusik der ZDF-Nachrichten Heute und Heute Journal bis 2009; Fachbuch: Die Rolle der Musik in der Film-, Funk- und Fernsehwerbung). Vom Beethoven Orchester Bonn erhielt er den Kompositionsauftrag für die Kinderoper Flori und sein Kokofant, deren Uraufführung am 12. Mai 2013 im Opernhaus Bonn stattfand. Mit dem Klaus-Wüsthoff-Trio nahm er 2015, im Alter von 92 Jahren, als singender Pianist ein Album mit 27 Schlagern aus den 1930er bis 50er Jahren auf, das im März 2016 unter dem Namen Über die Liebe – ein Schlageralbum zum Mitsingen veröffentlicht wurde.
Klaus Wüsthoff war mehrfach Preisträger von Kompositionswettbewerben, u. a. Publikumssieger beim Wettbewerb der Berliner Philharmoniker anlässlich ihres 100-jährigen Bestehens mit dem Paukenkonzert Metrum (1982).
Wüsthoff hatte zahlreiche Ehrenämter inne. So war er Mitglied und Vorsitzender im GEMA-Werkausschuss, Mitglied im Landesmusikrat Berlin, Vorstandsmitglied im Deutschen Komponistenverband und der Dramatiker Union. Für seine Tätigkeit als Initiator und Projektleiter von Nachwuchsförderungsprogrammen, Kompositionswettbewerben und Konzertreihen (darunter Jugend komponiert, Forum junger deutscher Komponisten für Orchestermusik, Schüler komponieren, Neue Tafelmusik, Neue Salonmusik, Glienicker Schlosskonzerte, Zehlendorfer Kammerkonzerte) erhielt er 1992 das Bundesverdienstkreuz am Bande und 1999 den Paul Woitschach-Preis des Deutschen Komponisten-Verbandes. 2007 wurde ihm die Goldene Nadel und anlässlich seines 90. Geburtstags die Ehrenmitgliedschaft der Dramatiker-Union verliehen.
Klaus Wüsthoff starb am 17. November 2021 im Alter von 99 Jahren in Berlin.

## Orchesterwerke (Auswahl)
- Alle meine Tiere
- Alt-England-Suite
- Arpeggio-Konzert für Solo-Harfe und Orchester
- Camping-Suite
- Collagen für Gitarre und Orchester
- Concertino für Klavier und Orchester
- Concierto de Samba für 3 oder 4 Gitarren und Orchester, 1982
- Der Bergsteiger
- Der fröhliche Radfahrer
- Die Regenfee, Ballettmusik
- Die Schelde
- Die Stadt von Morgen
- Die verliebte Menagerie
- Drei russische Fantasien für Klavier und Orchester
- Eine kleine Harfenserenade für Harfen und kleines Orchester
- Europa-Konzert für Klavier und Orchester
- Flori und sein Kokofant, Kinderoper
- Flori und sein Kokofant, Kindermusical
- Golfspiele
- Himmel und Hölle Berlin, Musical
- Im Kinderland
- Kuscheltierkonzert für großes Orchester und Erzähler
- Madame
- Metrum, Paukenkonzert
- Reise nach Griechenland
- Slawische Rhapsodie
- Slawische Rhythmen für Zupforchester und Schlagwerk
- Spanische Tanzszene
- Transatlantic-Rhapsodie für Klavier und Orchester
- Treffpunkt Hauptbahnhof
- Vier Straßenszenen
- Weihnachtskantate für junge Leute
- Weihnachtsliederkantate
- Zille sein Milljöh, Liederrevue